# ترک‌بلکاواک، قزل‌اورن
تورکبلکاواک (به لاتین: Türkbelkavak, Kızılören) یک منطقهٔ مسکونی در ترکیه است که در Kızılören واقع شده‌است.